# صمغ أباد (زياران)
صمغ أباد (بالفارسية: صمغ‌آباد) هي قرية تقع في إيران في قسم زیاران الریفي. يقدر عدد سكانها بـ 139 نسمة .